# کاروو (زاکسن-آنهالت)
کاروو (به آلمانی: Karow) یک منطقهٔ مسکونی در آلمان است که در یریشو واقع شده‌است. کاروو ۴۷۷ نفر جمعیت دارد.